# José Beyaert
José Beyaert, född 1 oktober 1925 i Lens, död 11 juni 2005 i La Rochelle, var en fransk tävlingscyklist.
Beyaert blev olympisk guldmedaljör i linjeloppet vid sommarspelen 1948 i London.